# Eriopyga cartagensis
Eriopyga cartagensis là một loài bướm đêm trong họ Noctuidae.